# Trichastoma bicolor
Trichastoma bicolor е вид птица от семейство Pellorneidae.

## Разпространение
Видът е разпространен в Бруней, Индонезия, Малайзия, Мианмар и Тайланд.